# 布拉斯奇宫

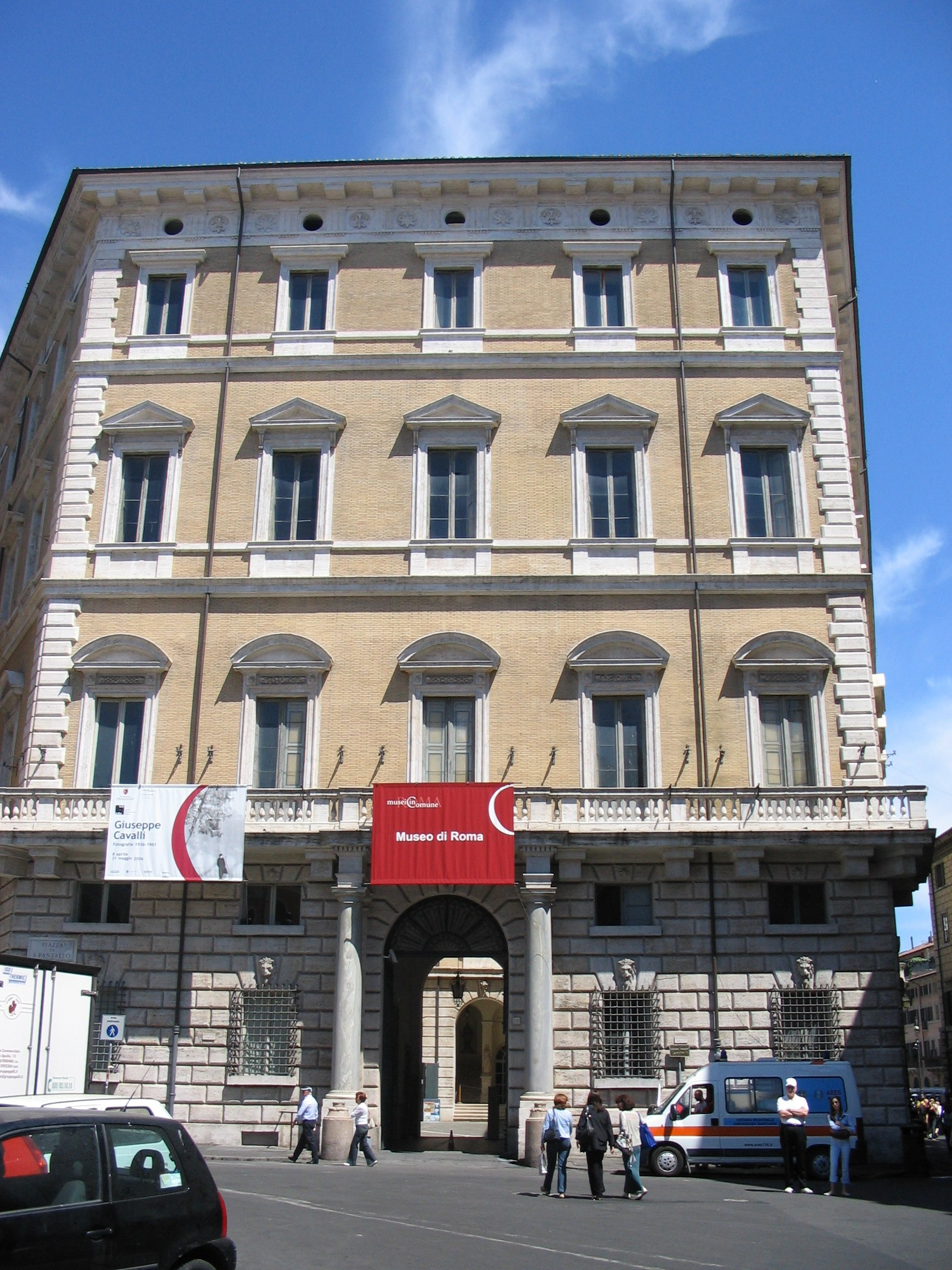
布拉斯奇宫

布拉斯奇宫（義大利語：Palazzo Braschi）是罗马一座大型新古典主义建筑，介于纳沃纳广场、鲜花广场、維托里奥·埃马努埃莱二世大街和帕斯奎诺广场之间。目前设有罗马博物馆（Museo di Roma）。 
布拉斯奇宫由教宗庇护六世的侄子布拉斯奇公爵兴建，由Cosimo Morelli设计。1790年布拉斯奇得到庇护六世的资助，购买了这块土地。布拉斯奇拆除了16世纪的府邸。建筑工程于1798年2月，拿破仑占领罗马期间暂停，直到1802年。法国没收了此处新近收购的的文物。1809年，拿破仑宣布罗马为帝国城市，市长路易公爵搬进了宫殿。
1816年他去世时，宫殿尚未完成，但家族的资金已经枯竭。1871年，布拉斯奇的继承人将其出售给意大利国家。在意大利法西斯时期，它被用来作为贝尼托·墨索里尼的政治总部——國家法西斯黨的中央黨部。战后，它安置了300个难民家庭，许多室内壁画因保暖取火而严重受损。1949年，宫殿交给政府，1952年进行全面修复，改设博物馆。
主入口位于圣庞大良街（Via San Pantaleo，介于纳沃纳广场和維托里奥·埃马努埃莱二世大街之间）。主入口内的椭圆形大厅俯瞰街道，通向巨大的楼梯，有十八根红色花岗岩石柱，来自古罗马皇帝卡里古拉建在台伯河河岸的拱廊。 
建筑师Giuseppe Valadier设计了“贵族层”（二楼）的小圣堂。